# 11. Gardearmee (Rote Armee)
Die 11. Gardearmee (russisch 11-я гвардейская армия) war ein Großverband der Roten Armee im Zweiten Weltkrieg, die sich im Sommer 1943 bei der Orjoler Operation bewährte. Im Herbst 1944 brach die Armee in Ostpreußen ein und kämpfte dann bis Kriegsende im Raum Königsberg. Die Armee bestand auch im Kalten Krieg in veränderter Organisation weiter und wurde erst 1992 aufgelöst.

## Geschichte

### 1943
Die 11. Garde-Armee wurde am 1. Mai 1943 nach der Richtlinie der Stawka vom 16. April durch die Umbenennung der im Raum Suchinitschi eingesetzten 16. Armee an der Westfront formiert.
- Die von General Iwan Bagramjan geführte Armee bestand zunächst aus dem 8. Garde-Schützenkorps und dem neuformierten 16. Garde-Schützenkorps.

Für die Orjoler Operation (12. Juli – 18. August 1943) erheblich verstärkt, beteiligten sich die Armeetruppen in folgender Armeegliederung beim Vorstoß auf Bolchow und auf Schisdra:
8. Garde-Schützenkorps, Generalmajor P. P. Malyschew
- 11., 26. und 83. Garde-Schützendivision

16. Garde-Schützenkorps, Generalmajor A. W. Lapschow
- 1., 16. und 31. Garde-Schützendivision
- 169. Schützendivision

36. Garde-Schützenkorps, Generalmajor A. S. Ksenofontow
- 5.,18. und 84. Garde-Schützendivision
- 108. und 217. Schützendivision

Teile des 36. Garde-Schützenkorps gelangen mehrere taktische Einbrüche in die Stellungen der deutschen 2. Panzerarmee. Zusammen mit der 4. Panzerarmee (Generalleutnant W. M. Badanow) wurde der Durchbruch auf Bolchow erzwungen. Am rechten Flügel Baghramjans erreichte das 16. Garde-Schützenkorps den Durchbruch zur Resseta. Nachdem sechs Gardedivisionen an der Naht zwischen der deutschen 211. und 293. Infanterie-Division durchgebrochen waren, wurde das 5. Panzerkorps (Generalmajor M. G. Sachno) in die Lücke zum Vorstoß gegen Uljanowo eingeführt. Die 50. Armee (Generalleutnant I. W. Boldin) unterstützte den Angriff am rechten Flügel im Raum Kirow, ab 18. Juli griff beim linken Nachbarn das 2. Garde-Kavallerie-Korps (Generalmajor W. W. Krjukow) in die Kämpfe ein. Am 6. August näherten sich das 8. und 36. Garde-Schützenkorps von Nordwesten und Südosten der Stadt Chotynez, das 16. Garde-Schützenkorps (ab 14. Juli unter General I. F. Fedjunkin) ging gleichzeitig auf Karatschew vor. Am 30. Juli wurde die 11. Gardearmee Teil der dritten Formation der Brjansker Front. Die Truppen setzte ihre Offensive im Süden und Südwesten von Orel in Richtung Brjansk fort. Bis zum 9. August konnten das 8. Garde-Schützenkorps und das 1. Panzerkorps die Bahnlinie nach Karatschew abschneiden. Das 36. Garde-Schützenkorps drang in den Westteil von Chotynez ein, das von den Deutschen rechtzeitig geräumt wurde. Aufbauend auf diesen Erfolg schwenkte die sowjetische 11. Gardearmee nach Westen um und begann am 12. August von Süden und aus dem Osten den Angriff auf Karatschew. Die Bedrohung zwang die Deutschen dazu, die 78. Sturm-Division heranzuziehen und die Stadt am 14. August aufzugeben. Bis zum 26. Juli waren die deutschen Truppen gezwungen, den Orjol-Frontbogen aufzugeben und den Rückzug in die Hagen-Linie östlich von Brjansk anzutreten.
Am 15. Oktober 1943 wurde die 11. Gardearmee der Baltischen Front (am 20. Oktober in 2. Baltische Front umbenannt) und ab 18. November der 1. Baltische Front unterstellt.

### Armeegliederung im Juni 1944
8. Garde-Schützen-Korps (Generalmajor Nikolai Michailowitsch Sawadowski)
- 5. Garde-Schützen-Division (Oberst Nikolai Lwowitsch Wolkow)
- 26. Garde-Schützen-Division (Oberst Grigori Iwanowitsch Tschernow)
- 83. Garde-Schützen-Division (Generalmajor Alexei Grigorjewitsch Maslow)

16. Garde-Schützen-Korps (Generalmajor Jakow Stepanowitsch Worobjow)
- 1. Garde-Schützen-Division (Oberst Pawel Fedorowitsch Tolstikow)
- 11. Garde-Schützen-Division (Oberst Nikolai Georgijewitsch Zyganow)
- 31. Garde-Schützen-Division (Oberst Iwan Kusmitsch Tscherwin)

36. Garde-Schützen-Korps (Generalmajor Pjotr Grigorjewitsch Schafranow)
- 16. Garde-Schützen-Division (Oberst Georgi Andrijanowitsch Wassiljew)
- 18. Garde-Schützen-Division (Oberst Symbat Melikowitsch Daniljejan)
- 84. Garde-Schützen-Division (Generalmajor Georgi Borisowitsch Peters)

2. Garde-Panzer-Korps (Generalmajor Alexei Semjonowitsch Burdenji)
- 4. Garde-Panzer-Brigade (Oberst Oleg Alexandrowitsch Losik)
- 25. Garde-Panzer-Brigade (Oberst David Jakowlewitsch Klynfeld)
- 26. Garde-Panzer-Brigade (Oberst Stepan Kusmitsch Nesterow)

Am 27. Mai 1944 wurde die Armee für die Operation Bagration, der an der Ostgrenze von Belarus stehenden 3. Weißrussischen Front unterstellt: Der erste Angriff der 11. Gardearmee am 23. Juni konnte zunächst von der deutschen 4. Armee abgefangen werden, die sowjetischen Truppen erzielten nur geringe Geländegewinne, am 25. Juni gelang der Durchbruch.
Am 26. Juni 1944 waren die deutschen Truppen gezwungen, sich aus dem Gebiet um Orscha vor der Übermacht sowjetischer Truppen und einer drohenden Einkesselung zurückzuziehen. Panzerverbände der 11. Garde-Armee stießen schnell in Richtung Minsk vor. Die abgeschnittenen deutschen Verbände wurden im Laufe der folgenden Tage nach Westen zurückgedrängt.
Der Befehlshaber der Fronttruppen, Armeegeneral I. D. Tschernjachowski hatte befohlen, den Hauptschlag auf den rechten Flügel gegen Wilna mit der 5. Armee, Generalleutnant N. I. Krylow, der 5. Garde-Panzerarmee und das 3. Garde-mechanischen Corps (Generalleutnant V. T. Obuchow) anzusetzen. Die 11. Garde-Armee (Generalleutnant K. N. Galitski) beteiligte sich an den Kämpfen zwischen Orscha und Minsk (29. Juni – 4. Juli), wobei sie am 1. Juli Borisow und am 5. Juli Molodechno befreite. Zusammen mit der links angesetzten 31. Armee (Generalleutnant V. V. Glagolew) und dem 3. Garde-Kavalleriekorps (Generalleutnant N. S. Oslikowski) wurde am Morgen des 7. Juli der Eisenbahnknotenpunkt Lida und zwischen 5. und 20. Juli die Stadt Wilna befreit.
Bis zum Abend des 13. Juli gelang es Teilen der 11. Gardearmee den Fluss Njemen bei
Alytus zu erreichen, gleichzeitig stand das 3. Garde-Kavalleriekorps vor Grodno. Am 14. Juli bildeten Teile des 16. Garde-Schützenkorps der 11. Garde-Armee bei Alytus einen Brückenkopf mit 20 km Breite und 2 Tiefe. Am Nachmittag dieses Tages durchquerten auch die 26. und 5. Garde-Schützendivision des 8. Garde-Schützenkorps beim Dorf Neman den Fluss. Nördlich von Grodno wurde der gleiche Erfolg durch die 31. Armee erreicht. Bis zum Abend des 15. Juli wurde der Brückenkopf am Westufer des Njemen mit Unterstützung der 5. Armee auf 28 km Breite und einer Tiefe von 6 km erweitert. Damit war die Verbände der 3. Weißrussischen Front waren in enger Zusammenarbeit mit den belarussischen und litauischen Partisanen seit Beginn der Operation Bagration bis zu 210 km tief vorgestoßen und hatte günstige Voraussetzungen geschaffen, über die Grenzen von Ostpreußens ins Deutsche Reich einzubrechen.
Der erste Großangriff auf Ostpreußen durch die sowjetische 11. Gardearmee (General Galitzki) brach am 16. Oktober 1944 während der Gumbinnen-Goldaper Operation in folgender Armeegliederung los:
8. Garde-Schützenkorps, Generalleutnant Michail Nikolajewitsch Sawadowski
- 5. Garde-Schützendivision, Oberst N. L. Wolkow, später Generalmajor G. B. Peters
- 26. Garde-Schützendivision, Generalmajor G. I. Tschernow
- 31. Garde-Schützendivision, Generalmajor I. D. Burmakow
- 83. Garde-Schützendivision, Generalmajor A. G. Maslow
- 120. Panzerbrigade (ab Mitte Dezember 1944 Oberst N. I. Bukow)

16. Garde-Schützenkorps, Generalmajor Stepan Saweljewitsch Gurjew
- 1. Garde-Schützendivision, Generalmajor P. F. Tolstikow
- 11. Garde-Schützendivision, Generalmajor N. G. Zyganow
- 153. Panzerbrigade, Oberstleutnant I. Timofejew

36. Garde-Schützenkorps, Generalmajor Jefim Wassiljewitsch Ryschikow
- 16. Garde-Schützendivision, Generalmajor M. A. Pronin
- 18. Garde-Schützendivision, Generalmajor G. P. Isakow
- 84. Garde-Schützendivision, Generalmajor I. K. Scherbina
- 43. Panzer-Brigade, Oberst G. A. Timschenko

Um 11.00 Uhr endete die letzte Phase der Artillerievorbereitung, dann erfolgte der Angriff des 8. Garde-Schützenkorps und des 16. Garde-Schützenkorps. Die erste Angriffsstaffel – 5., 26., 31. und 84., im zweiten Treffen die 83. und 11. Garde-Division hatten ihre Angriffsposition etwa 200–250 Meter gegenüber der deutschen Hauptkampflinie eingenommen, vier weitere Divisionen (1., 5., 16. und 18. Garde-Division) folgten als zweite Angriffsstaffel. Am linken Flügel der Armee wurde das 36. Garde-Schützenkorps in Richtung Dobilin angesetzt, konnte am Nordflügel der 4. Armee beiderseits der Straße Wilkowischken–Gumbinnen durchbrechen und den Raum südlich Gumbinnen bis zur Angerapp erreichen.
Die Einbrüche an der Front des XXVI. und XXVII. Armeekorps führten zu Gegenstößen des XXXIX. Panzerkorps bis Ende Oktober abgeriegelt werden. Am 21. Oktober 1944 beteiligten sich Truppen der 11. Gardearmee am Massaker von Nemmersdorf (heute Majakowskoje). Die Sowjets die Grenze hatten damit deutschen Boden im Raum Schirwindt-Eydtkau-Trakehnen-Rominten bis 40 Kilometer Tiefe in ihre Hände gebracht.

### 1945
Der sowjetischen 11. Gardearmee gelang am 18. Januar 1945 im Raum südlich von Gumbinnen nach Einführen des 2. Garde-Panzer-Korps (Generalmajor A. S. Burdenij) im Zuge der neuen Schlacht um Ostpreußen der operative Durchbruch. Die deutsche 4. Armee sah sich am linken Flügel (XXVI. Armeekorps) an der Inster bereits durch die 39. Armee überflügelt.
Armeegliederung am 12. Januar 1945
8. Garde-Schützenkorps, Generalleutnant Michail Nikolajewitsch Sawadowski
- 5. Garde-Schützendivision, Generalmajor Georgi B. Petrow
- 26. Garde-Schützendivision, Generalmajor Gregori I. Tschernow
- 83. Garde-Schützen-Division, Oberst Nikolai Iljitsch Nikandrow

16. Garde-Schützenkorps Generalleutnant Iwan Iosifowitsch Semjonow
- 1. Garde-Schützendivision, Generalmajor Pawel Fedorowitsch Tolstikow
- 11. Garde-Schützendivision, Generalmajor Nikoli Georgjewitsch Ziganow
- 31. Garde-Schützendivision, Generalmajor Iwan D. Burmakow

36. Garde-Schützenkorps, Generalmajor Pjotr Kirillowitsch Koschewoi
- 16. Garde-Schützen-Division, Generalmajor Adolfas Urbschas
- 18. Garde-Schützendivision, Generalmajor Georgi Petrowitsch Isakow
- 84. Garde-Schützendivision, General Iwan Kusmitsch Scherbina

Am 13. Februar 1945 wurde die Armee der 1. Baltischen Front unterstellt und bereits am 25. Februar wieder der der 3. Weißrussischen Front (Samland Gruppe) zugeordnet. Anfang April 1945 beteiligten sich die Truppen an der Erstürmung von Königsberg. Gegen die südliche Front der Festung wurde die 11. Gardearmee am 6. April angesetzt. Am linken Flügel der Südfront sollte das 36. Garde-Schützenkorps den Stoß nordwärts zum Pregel führen. In der Mitte hatte das 16. Garde-Schützenkorps den Hauptstoß durch den südlichen Stadtteil Panarth gleichfalls zum Pregel anzusetzen. Schließlich hatte rechts das 8. Garde-Schützenkorps den Durchbruch ins Stadtzentrum zu erreichen. Am Morgen des 9. April versuchten die deutschen Truppen, sich nach Westen durch zu schlagen. Die 43. Armee verhinderte den Ausbruch. Der Angriff der deutschen 5. Panzer-Division vom Samland aus blieb erfolglos. Nach langem Beschuss griff die sowjetische 11. Gardearmee, unterstützt von 1.500 Flugzeugen, das Stadtzentrum an und zwang die deutsche Garnison zur Kapitulation. Während der Samländer Operation eroberten die Armeetruppen bis 25. April den wichtigen deutschen Flottenstützpunkt Pillau und vollendeten die Niederlage der deutschen Samland-Gruppierung an der Frischen Nehrung.

## Führung
Befehlshaber
- Generalleutnant/Generaloberst Iwan Ch. Baghramjan (17. April bis 15. November 1943)
- Generalmajor A. S. Ksenofontow (16. bis 25. November 1943)
- Generalleutnant/Generaloberst Kusma N. Galizki (26. November 1943 bis 9. Mai 1945)

Mitglied des Kriegsrats
- Generalmajor P. N. Kulikow (April 1943 bis Mai 1945)

Stabschefs der Armee
- Generalmajor P. F. Malyschew (April 1943)
- General-Major I. I. Grischin (April bis Juni 1943)
- Oberst/Generalmajor A. N. Bobkow (Juni 1943 und Dezember 1943 bis Februar 1944)
- Generalmajor N. P. Iwanow (Juni bis Dezember 1943)
- Generalmajor/Generalleutnant I. I. Semenow (Februar 1944 bis April 1945)
- Generalmajor I. I. Lednew (April bis Mai 1945)